# David H. Eccles
 (juillet 2021).
Pour les articles homonymes, voir Eccles.
David H. Eccles, né le 7 août 1932 et mort le 7 décembre 2021, est un ichtyologiste sud-africain, spécialiste des Cichlidae du lac Malawi.

## Taxons nommés en son honneur
- Diplotaxodon ecclesi Burgess & Axelrod, 1973
- Placidochromis ecclesi Hanssens, 2004

## Quelques taxons décrits
- Aulonocara guentheri Eccles, 1989
- Buccochromis Eccles & Trewavas, 1989
- Caprichromis Eccles & Trewavas, 1989
- Cheilochromis Eccles & Trewavas, 1989
- Copadichromis Eccles & Trewavas, 1989
- Ctenopharynx Eccles & Trewavas, 1989
- Dimidiochromis Eccles & Trewavas, 1989
- Docimodus evelynae Eccles & Lewis, 1976
- Eclectochromis Eccles & Trewavas, 1989
- Exochochromis Eccles & Trewavas, 1989
- Fossorochromis Eccles & Trewavas, 1989
- Hemitaeniochromis Eccles & Trewavas, 1989
- Lethrinops longipinnis Eccles & Lewis, 1979
- Lethrinops microdon Eccles & Lewis, 1979
- Lethrinops mylodon Eccles & Lewis, 1979
- Lethrinops stridei Eccles & Lewis, 1979
- Maravichromis Eccles & Trewavas, 1989
- Melanochromis simulans Eccles, 1973
- Naevochromis Eccles & Trewavas, 1989
- Nimbochromis Eccles & Trewavas, 1989
- Nyassachromis Eccles & Trewavas, 1989
- Placidochromis Eccles & Trewavas, 1989
- Protomelas macrodon Eccles, 1989
- Protomelas Eccles & Trewavas, 1989
- Pseudotropheus johannii Eccles, 1973
- Sciaenochromis Eccles & Trewavas, 1989
- Stigmatochromis Eccles & Trewavas, 1989
- Taeniochromis Eccles & Trewavas, 1989
- Taeniolethrinops Eccles & Trewavas, 1989
- Tramitichromis Eccles & Trewavas, 1989
- Tyrannochromis nigriventer Eccles, 1989
- Tyrannochromis Eccles & Trewavas, 1989

 Eccles est l’abréviation habituelle de David H. Eccles en zoologie.

Consulter la liste des abréviations d'auteur en zoologie ou la liste des taxons zoologiques assignés à cet auteur par ZooBank